# Phaeogenes orbus
Phaeogenes orbus är en stekelart som beskrevs av Léon Abel Provancher 1882. Phaeogenes orbus ingår i släktet Phaeogenes och familjen brokparasitsteklar. Inga underarter finns listade i Catalogue of Life.